# Daniel Bröckerhoff

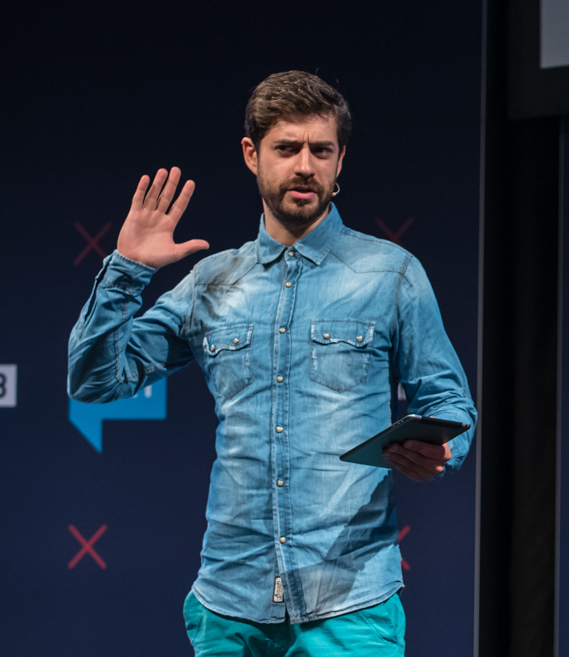
Daniel Bröckerhoff

Daniel Anibal Bröckerhoff (* 1978 in Duisburg) ist ein deutscher Journalist und Moderator.

## Leben
Daniel Bröckerhoff wuchs in Duisburg als Sohn einer Deutschen und eines Paraguayers auf. Er studierte nach dem Abitur von 2002 bis 2007 Volkskunde sowie Germanistik an der Universität Hamburg und besuchte anschließend von 2007 bis 2009 die RTL Journalistenschule in Köln. Seit 2009 arbeitet er als freier Journalist, seit 2011 ausschließlich für öffentlich-rechtliche Sender. Ab 2010 führte er Regie für ZDF.reporter unterwegs. Außerdem war er ab 2011 als Autor für das Medienmagazin Zapp des NDR und ab 2011 als On-Air-Reporter für die Talkreportage Klub Konkret des Senders EinsPlus tätig. 2012 betrieb er zusammen mit dem Journalisten Tilo Jung den YouTube-Kanal „Penisdialoge“, der mittlerweile deaktiviert ist. Ab dem 18. Mai 2015 präsentierte er im Wechsel mit Hanna Zimmermann das ZDF-Nachrichtenmagazin heute+ bis zur Einstellung der Sendung im September 2020. Darüber hinaus arbeitete Bröckerhoff als Autor für das Doku-Format ZDFzoom. Von Herbst 2020 bis Herbst 2021 präsentierte er die Livestreams auf YouTube, in der ZDFheute App und auf Facebook. Seit dem 11. Oktober 2021 führt er durch die Sendung NDR Info 21:45 im NDR Fernsehen.
Er wohnt mit seiner Frau und seinen Kindern in Hamburg.